# 독점규제 및 공정거래에 관한 법률
독점규제 및 공정거래에 관한 법률(獨占規制 및 公正去來에 關한 法律)은 1990년 1월 13일 전문개정된 법률 제4198호의 한국 경제법의 일종이다. 약칭으로 흔히 공정거래법이라고 한다. 이 법은 사업자의 시장지배적지위의 남용과 과도한 경제력의 집중을 방지하고, 부당한 공동행위 및 불공정거래행위를 규제하여 공정하고 자유로운 경쟁을 촉진함으로써 창의적인 기업활동을 조장하고 소비자를 보호함과 아울러 국민경제의 균형있는 발전을 도모함을 목적으로 한다.(동 법 제1조) 이 법은 서울메트로 2000호대 MELCO전동차의 2차 도입분과 GEC전동차의 초대 도입분에 대한 담합 사건 때 처음으로 적용되었다.

## 기본 개념과 적용제외

### 주요 개념

#### 사업자
독점규제법은 사업자 또는 사업자단체의 행위에 적용된다. 즉, 독점규제법은 누구에게나 적용되는 것이 아니라 자연인이든 법인이든 사업자로서의 특성을 갖추고 있는 자, 즉 사업자와 사업자로 구성된 사업자단체에만 적용된다. "사업자"라 함은 제조업, 서비스업, 기타 사업을 행하는 자를 말한다. 사업자의 이익을 위한 행위를 하는 임원ㆍ종업원ㆍ대리인 기타의 자는 사업자단체에 관한 규정의 적용에 있어서는 이를 사업자로 본다. (제2조 1호)

#### 지주회사 등
"지주회사"라 함은 주식(지분을 포함한다. 이하 같다)의 소유를 통하여 국내회사의 사업내용을 지배하는 것을 주된 사업으로 하는 회사로서 자산총액이 대통령령이 정하는 금액이상인 회사를 말한다. 이 경우 주된 사업의 기준은 대통령령으로 정한다.(제2조 1의2호)
"자회사"라 함은 지주회사에 의하여 대통령령이 정하는 기준에 따라 그 사업내용을 지배받는 국내회사를 말한다.(제2조 1의3호) 그리고 "손자회사"란 자회사에 의하여 대통령령으로 정하는 기준에 따라 사업내용을 지배받는 국내회사를 말한다. (제2조 1의4호)

#### 기업집단
"기업집단"이라 함은 동일인이 다음 각목의 구분에 따라 대통령령이 정하는 기준에 의하여 사실상 그 사업내용을 지배하는 회사의 집단을 말한다. 여기서 각목의 구분이란, "가. 동일인이 회사인 경우 그 동일인과 그 동일인이 지배하는 하나이상의 회사의 집단, 나. 동일인이 회사가 아닌 경우 그 동일인이 지배하는 2이상의 회사의 집단"이다.(제2조 2호)  예컨대 한국전력공사의 경우는 "동일인"이 한국전력공사이고, 삼성그룹의 경우 "동일인"이 이재용이다.
"상호출자제한기업집단"이란 일정규모 이상의 자산총액등 대통령령(시행령 제17조)이 정하는 기준에 해당되어 제14조(상호출자제한기업집단등의 지정) 제1항의 규정에 따라 지정된 기업집단을 말한다. 상호출자제한기업집단에 속하는 회사는 자기의 주식을 취득 또는 소유하고 있는 계열회사의 주식을 취득 또는 소유하여서는 아니된다.단, 회사의 합병 또는 영업전부의 양수, 담보권의 실행 또는 대물변제의 수령의 경우에는 그러하지 아니하다. (제9조 제1항)

### 역외적용
공정거래법의 역외 적용(域外 適用)에 대한 이론적 논의는 대한민국 학계에서 이미 1980년대부터 1990년대 중반까지 활발하게 이루어진 바 있다. 그 후 2002년 4월 4일 공정거래위원회는 처음으로 대한민국 경쟁법의 역외적용을 인정하는 결정을 내렸고 이와 같은 공정거래위원회의 의결에 대한 이의신청에 관해서도 동일한 입장을 표명하였다.

## 경제력집중의 억제

### 경제력집중의 문제

#### 경제력집중의 의의와 원인

##### 경제력집중의 의의
경제력은 어떤 경제주체가 다른 경제주체의 자유의사에 따른 경제적 선택에 영향을 줄 수 있는 힘으로 정의된다. 이러한 영향력 개념에 기초하여 공정거래위원회는 경제력의 집중을 타경제주체의 의사결정에 영향을 미치는 힘이 한 곳에 모아지는 현상, 다시 말해 ‘여러 시장에 걸친 다수의 대규모 독과점적 기업들이 1인 또는 그 가족에 의해 실질적으로 소유․지배되는 기업집단인 이른바 재벌에 의한 경제자원 및 활동의 지배력 집중현상’으로 정의한다. 현대자본주의에서 가장 중요한 경제조직은 기업이므로 경제력집중은 일정한 경제적 영역에서 기업이 경제적 자원 및 수단의 상당부분을 소유․지배하는 기업집중(business concentration)의 형태로 나타나는 것이 일반적이다.

## 부당한 공동행위(카르텔)의 제한
카르텔 혹은 담합은 기업(사업자)간에 상품 또는 용역의 가격이나 생산 수량, 거래 조건, 거래 상대방, 판매 지역을 제한하는 것이다. 공동행위, 기업연합(企業聯合)이라고도 한다. 카르텔은 계약, 협정, 결의 기타 어떠한 방법으로 형성하든지 그 방법은 묻지 않는다. 한국은 1980년에 제정한 ‘독점규제 및 공정거래에 관한 법률’로 통제하고 있다. 미국은 연방독점금지법(셔먼법)으로 원래는 미국내의 독점만 규제하려는 목적으로 1890년 제정되었으나 1997년 이후로 국제 카르텔에 대해서 처벌을 강화하고 있다.

## 불공정거래행위의 금지
사업자는 이 법 및 시행령에서 정한 행위로서 공정한 거래를 저해할 우려가 있는 행위(이하 “불공정거래행위”라 한다)를 하거나, 계열회사 또는 다른 사업자로 하여금 이를 행하도록 하여서는 아니된다. 불공정거래행위의 종류로 거래거절 · 차별적 취급 · 경쟁사업자배제 · 부당고객유인 · 거래강제 · 거래상 지위남용 · 구속조건부 거래 · 사업활동방해 · 부당지원행위 · 기타 공정한 거래를 저해할 우려가 있는 행위 등 10가지 유형을 제시하고 있다. 또한 동법 시행령에서는 이를 28개 세부유형으로 나누어 그 구체적 요건을 제시하고 있다. 불공정거래행위 조항은 미국의 연방거래위원회법 제5조를 사실상의 모델로 하고 있다.

### 일반 불공정거래행위

#### 거래거절

##### 의의
거래거절이라 함은 부당하게 거래를 거절하는 행위를 가리킨다.

##### 유형
거래거절을 그 행위자의 수에 따라 공동의 거래거절과 단독의 거래거절로 구분할 수 있다.
공동의 거래거절
공동의 거래거절이라 함은, 정당한 이유없이 자기와 경쟁관계에 있는 다른 사업자와 공동으로 특정사업자에 대하여 거래의 개시를 거절하거나 계속적인 거래관계에 있는 특정사업자에 대하여 거래를 중단하거나 거래하는 상품 또는 용역의 수량이나 내용을 현저히 제한하는 행위을 말한다. 제3자의 배제와 관련된 사례로는 국민은행 등 7개 은행이 공동으로 (주)하나은행에 대하여 CD공동망을 통한 입출금거래서비스를 제한한 행위를 들 수 있다.

#### 거래상 지위남용
거래상 지위의 남용이라 함은 자기의 거래상의 지위를 부당하게 이용하여 상대방과 거래하는 행위를 가리킨다. 여기서 “거래상 지위”는 시장지배적인 지위와 같은 정도의 강한 지위를 의미하는 것은 아니지만, 최소한 상대방의 거래활동에 상당한 영향을 미칠 수 있는 지위를 가리킨다.
불이익제공
구입강제·이익제공강요·판매목표강제 외의 방법으로 거래상대방에게 불이익이 되도록 거래조건을 설정 또는 변경하거나 그 이행과정에서 불이익을 주는 행위를 불이익제공이라 한다. 자신에 대한 최혜조건조항을 설정하는 것도 이에 해당한다.(공정거래위원회 의결(약) 제2002-217호)
경영간섭
거래상대방의 임직원을 선임 · 해임함에 있어 자기의 지시 또는 승인을 얻게 하거나 거래상대방의 생산품목 · 시설규모 · 생산량 · 거래내용을 제한함으로써 경영활동을 간섭하는 행위를 경영간섭이라 한다. 간섭수단이 반드시 지시 또는 승인에 한정되는 것은 아니며, 임직원을 선임 또는 해임함에 있어 실질적으로 간섭하는 행위를 대상으로 한다.

#### 구속조건부 거래

##### 배타조건부 거래
부당하게 거래상대방이 자기 또는 계열회사의 경쟁사업자와 거래하지 않는 조건으로 그 거래상대방과 거래하는 행위를 말한다. “자기 또는 계열사업자”라 함은 현재 경쟁관계에 있는 사업자뿐만 아니라 잠재적 경쟁사업자를 포함한다. 배타조건부거래에는 배타적 인수계약, 배타적 공급계약 및 이들 양자를 합한 상호적 배타조건부거래가 있다. 배타적 인수계약이라 함은 판매업자가 공급자가 자기의 경쟁자에게는 상품이나 용역을 공급하지 않을 것을 조건으로 하여 공급자와 거래하는 것을 말하며, 독점판매계약이 그 대표적인 예이다. 이러한 독점판매계약은 주로 생산자와 도매업자 사이에서 체결된다.

## 사업자단체 등

### 재판매가격유지행위의 제한
사업자는 재판매가격유지행위를 하여서는 아니된다. 다만, 상품이나 용역을 일정한 가격 이상으로 거래하지 못하도록 하는 최고가격유지행위로서 정당한 이유가 있는 경우에는 그러하지 아니하다. (법 제29조 제1항) 이 금지 취지는 사업자가 상품 또는 용역에 관한 거래가격을 미리 정하여 거래함으로써 유통단계에서 가격경쟁을 제한하여 소비자후생을 저해함을 방지하기 위한 것이다. 이러한 독점규제 및 공정거래에 관한 법률의 입법 목적과 재판매가격유지행위를 금지하는 취지에 비추어 볼 때, 최저재판매가격유지행위가 해당 상표 내의 경쟁을 제한하는 것으로 보이는 경우라 할지라도 시장의 구체적 상황에 따라 그 행위가 관련 상품시장에서의 상표 간 경쟁을 촉진하여 결과적으로 소비자후생을 증대하는 등 정당한 이유가 있는 경우에는 이를 예외적으로 허용하여야 할 필요가 있다. 그리고 그와 같은 정당한 이유가 있는지 여부는 관련 시장에서 상표 간 경쟁이 활성화되어 있는지 여부, 그 행위로 인하여 유통업자들의 소비자에 대한 가격 이외의 서비스 경쟁이 촉진되는지 여부, 소비자의 상품 선택이 다양화되는지 여부, 신규사업자로 하여금 유통망을 원활히 확보함으로써 관련 상품시장에 쉽게 진입할 수 있도록 하는지 여부 등을 종합적으로 고려하여야 하며, 이에 관한 증명책임은 관련 규정의 취지상 사업자에게 있다고 보아야 한다.

### 국제계약의 체결제한
공정거래법 제8장의 국제계약의 체결제한은 그 의미가 실질적으로 거의 퇴색되었고, 현행 “국제계약상의 불공정거래행위 등의 유형 및 기준”과 “지적재산권의 부당한 행사에 대한 심사지침”과는 내용상의 차이도 보이지 않는다. 또한 상기의 두 고시는 국제적으로 통용되는 기준과 부합되지 않는 내용을 포함하고 있으므로, 향후 미국의 “지적재산권의 라이선스에 관한 반트러스트 가이드라인”이나 EU의 “기술이전합의에 대한 일괄면제규칙”을 반영한 새로운 기준을 마련하여야 할 것이라는 의견이 있다.

## 사건 처리 절차

### 조사 등의 절차
공정거래위원회는 이 법의 규정에 위반하는 행위가 종료한 날부터 5년을 경과한 경우에는 당해위반행위에 대하여 이 법에 의한 시정조치를 명하지 아니하거나 과징금 등을 부과하지 아니한다. 다만, 법원의 판결에 의하여 시정조치 또는 과징금부과처분이 취소된 경우로서 그 판결이유에 따라 새로운 처분을 하는 경우에는 그러하지 아니하다. (제49조 제4항)

## 주요 판례

### 헌법재판소
1. 헌법재판소 1995. 07. 21. 선고 94헌마191 결정
2. 헌법재판소 1996. 04. 25. 선고 1992헌바47 결정
3. 헌법재판소 2002. 01. 31. 선고 2001헌바43 결정
4. 헌법재판소 2002. 07. 18. 선고 2001헌마605 결정
5. 헌법재판소 2003. 07. 24. 선고 2001헌가25 결정
6. 헌법재판소 2004. 03. 25. 선고 2003헌마404 결정
7. 헌법재판소 2004. 06. 24. 선고 2002헌마496 결정

### 대법원
1. 대법원 1987. 07. 07. 선고 86다카706 판결
2. 대법원 1989. 05. 09. 선고 88누4515 판결
3. 대법원 1989. 12. 26. 선고 88다카10128 판결
4. 대법원 1990. 04. 10. 선고 89다카29075 판결
5. 대법원 1990. 11. 23. 선고 90다카3659 판결
6. 대법원 1991. 02. 12. 선고 90누6248 판결
7. 대법원 1992. 11. 13. 선고 92누8040 판결
8. 대법원 1993. 07. 27. 선고 93누4984 판결
9. 대법원 1995. 05. 12. 선고 94누13794 판결
10. 대법원 1997. 05. 16. 선고 96누150 판결
11. 대법원 1997. 06. 13. 선고 96누5834 판결
12. 대법원 1997. 11. 25. 선고 97다35085 판결
13. 대법원 1998. 03. 27. 선고 96두18489 판결
14. 대법원 1998. 05. 12. 선고 97누14125 판결
15. 대법원 1998. 09. 08. 선고 96누9003 판결
16. 대법원 1999. 12. 10. 선고 98다46587 판결
17. 대법원 2000. 04. 11. 선고 98두5682 판결
18. 대법원 2000. 10. 06. 선고 99다30817, 30824 판결
19. 대법원 2000. 12. 08. 선고 99다53483 판결
20. 대법원 2001. 02. 09. 선고 2000두6206 판결
21. 대법원 2001. 05. 08. 선고 2000두10212 판결
22. 대법원 2001. 06. 12. 선고 99두4686 판결
23. 대법원 2001. 09. 28. 선고 2001도3191 판결
24. 대법원 2001. 12. 11. 선고 2000두833 판결
25. 대법원 2001. 12. 24. 선고 99두11141 판결
26. 대법원 2002. 01. 25. 선고 2000두9359 판결
27. 대법원 2002. 02. 05. 선고 2000두3184 판결
28. 대법원 2002. 03. 15. 선고 99두6514, 6521 판결
29. 대법원 2002. 05. 24. 선고 2000두9991판결
30. 대법원 2002. 05. 28. 선고 2000두1386 판결
31. 대법원 2002. 06. 14. 선고 2000두8905 판결
32. 대법원 2002. 08. 27. 선고 2000두9779 판결
33. 대법원 2002. 12. 26. 선고 2001두4306 판결
34. 대법원 2003. 01. 10. 선고 2001두10387 판결
35. 대법원 2003. 02. 20. 선고 2001두5347 전원합의체 판결
36. 대법원 2003. 02. 28. 선고 2001두1239 판결
37. 대법원 2003. 02. 28. 선고 2001두946 판결
38. 대법원 2003. 02. 28. 선고 2002두6170 판결
39. 대법원 2003. 03. 14. 선고 2001두939 판결
40. 대법원 2003. 12. 26. 선고 2001두9646 판결
41. 대법원 2004. 03. 12. 선고 2001두7220 판결
42. 대법원 2004. 04. 09. 선고 2001두6197 판결
43. 대법원 2004. 09. 24. 선고 2001두6364 판결
44. 대법원 2004. 10. 14. 선고 2001두2935 판결
45. 대법원 2004. 10. 27. 선고 2000두6842 판결
46. 대법원 2004. 10. 28. 선고 2002두7456 판결
47. 대법원 2004. 11. 12. 선고 2001두2034 판결
48. 대법원 2004. 11. 12. 선고 2002두5627 판결
49. 대법원 2004. 12. 09. 선고 2002두12076 판결
50. 대법원 2005. 01. 27. 선고 2002다42605 판결
51. 대법원 2005. 01. 28. 선고 2002두12052 판결
52. 대법원 2005. 05. 13. 선고 2004두2233 판결
53. 대법원 2005. 08. 19. 선고 2003두9251 판결
54. 대법원 2005. 09. 09. 선고 2003두11841 판결
55. 대법원 2005. 10. 28. 선고 2003두13441 판결
56. 대법원 2005. 12. 08. 선고 2003두5327 판결
57. 대법원 2005. 12. 09. 선고 2003두10015 판결
58. 대법원 2005. 12. 09. 선고 2003두6283 판결
59. 대법원 2006. 03. 23. 선고 2003두11124 판결
60. 대법원 2006. 11. 09. 선고 2004두14564 판결
61. 대법원 2006. 11. 23. 선고 2004두8323 판결
62. 대법원 2006. 11. 23. 선고 2004두8583 판결
63. 대법원 2006. 11. 24. 선고 2004두10319 판결
64. 대법원 2006. 11. 24. 선고 2004두8323 판결
65. 대법원 2006. 03. 10. 선고 2002두332 판결
66. 대법원 2006. 03. 24. 선고 2004두11275 판결
67. 대법원 2006. 05. 12. 선고 2003두14253 판결
68. 대법원 2006. 05. 12. 선고 2004두12315 판결
69. 대법원 2006. 05. 12. 선고 2004두312 판결
70. 대법원 2006. 05. 26. 선고 2004두3014 판결
71. 대법원 2006. 09. 22. 선고 2004두7184 판결
72. 대법원 2006. 09. 08. 선고 2004두2202 판결
73. 대법원 2006. 12. 07. 선고 2004두4703 판결
74. 대법원 2006. 12. 22. 선고 2004두1483 판결
75. 대법원 2007. 01. 25. 선고 2004두7610 판결
76. 대법원 2007. 01. 25. 선고 2004두7610 판결
77. 대법원 2007. 01. 26. 선고 2005두2773 판결
78. 대법원 2007. 02. 23. 선고 2004두14052 판결
79. 대법원 2007. 11. 22. 선고 2002두8626 전원합의체 판결
80. 대법원 2007. 12. 13. 선고 2007두20492 판결
81. 대법원 2008. 02. 14. 선고 2004다39238 판결
82. 대법원 2008. 02. 14. 선고 2005두1879 판결
83. 대법원 2008. 02. 29. 선고 2006두10443 판결
84. 대법원 2008. 04. 24. 선고 2007두2944 판결
85. 대법원 2008. 05. 29. 선고 2006두6659 판결
86. 대법원 2008. 10. 23. 선고 2007두2586 판결
87. 대법원 2008. 11. 13. 선고 2006두13145 판결
88. 대법원 2008. 12. 24. 선고 2007두19584 판결
89. 대법원 2009. 05. 14. 선고 2009두1556 판결
90. 대법원 2009. 06. 23. 선고 2007두19416 판결
91. 대법원 2009. 07. 23. 선고 2008다40526 판결
92. 대법원 2009. 07. 09. 선고 2007두22078 판결
93. 대법원 2009. 07. 09. 선고 2007두26117 판결
94. 대법원 2009. 09. 10. 선고 2008두9744 판결
95. 대법원 2009. 10. 29. 선고 2007두20812 판결
96. 대법원 2010. 01. 14. 선고 2008두14739 판결
97. 대법원 2010. 01. 14. 선고 2009두11843 판결
98. 대법원 2010. 02. 11. 선고 2008두16407 판결
99. 대법원 2010. 02. 11. 선고 2008두3784 판결
100. 대법원 2010. 02. 11. 선고 2009두11485 판결
101. 대법원 2010. 03. 25. 선고 2008두7465 판결
102. 대법원 2010. 05. 27. 선고 2009두1983 판결
103. 대법원 2010. 06. 24. 선고 2008두18588 판결
104. 대법원 2010. 10. 28. 선고 2010두14084 판결
105. 대법원 2010. 11. 25. 선고 2009두943 판결
106. 대법원 2010. 11. 25. 선고 2009두9543 판결
107. 대법원 2010. 12. 23. 선고 2008두22815 판결

### 기타법원판례

##### 서울고등법원
1. 서울고등법원 1992. 01. 29. 선고 91구2030 제3특별부 판결
2. 서울고등법원 1992. 01. 29. 선고 91구2030 판결
3. 서울고등법원 1995. 01. 12. 선고 94나186 결정
4. 서울고등법원 1996. 02. 13. 선고 94구36751판결
5. 서울고등법원 1996. 03. 19. 선고 95구24779 판결
6. 서울고등법원 1997. 07. 31. 선고 96구21388 판결
7. 서울고등법원 1999. 10. 06. 선고 99누3524 판결
8. 서울고등법원 1999. 10. 07. 선고 99누13 판결
9. 서울고등법원 2000. 06. 20. 선고 98누10839 판결
10. 서울고등법원 2000. 11. 09. 선고 99누9287 판결
11. 서울고등법원 2001. 01. 20. 선고 98누10822 판결
12. 서울고등법원 2001. 11. 06. 선고 2000누11088판결
13. 서울고등법원 2002. 08. 27. 선고 2001누5370 판결
14. 서울고등법원 2003. 05. 27. 선고 2001누15193 판결
15. 서울고등법원 2003. 08. 26. 선고 2002누14647 판결
16. 서울고등법원 2004. 05. 12. 선고 2003누5817 판결
17. 서울고등법원 2004. 05. 27. 선고 2001누17496 판결
18. 서울고등법원 2004. 06. 16. 선고 2000누4943 판결
19. 서울고등법원 2004. 07. 01. 선고 2003누8557 판결
20. 서울고등법원 2004. 08. 19. 선고 2002누6110 판결
21. 서울고등법원 2004. 10. 27. 선고 2003누2252 판결
22. 서울고등법원 2004. 11. 24. 선고 2003누9000 판결
23. 서울고등법원 2007. 01. 11. 선고 2006누653 판결
24. 서울고등법원 2007. 01. 17. 선고 2004누17060 판결
25. 서울고등법원 2007. 01. 17. 선고 2004누17480 판결
26. 서울고등법원 2008. 04. 16. 선고 2007누16051 판결
27. 서울고등법원 2008. 07. 16. 선고 2007누24441 판결
28. 서울고등법원 2008. 09. 03. 선고 2006누30036 판결
29. 서울고등법원 2008. 10. 08. 선고 2008누8514 판결
30. 서울고등법원 2008. 11. 05. 선고 2008누2462 판결
31. 서울고등법원 2009. 09. 22. 선고 2008누15299 판결
32. 서울고등법원 2009. 10. 07. 선고 2009누2483 판결
33. 서울고등법원 2009. 12. 02. 선고 2009누9668판결
34. 서울고등법원 2010. 04. 21. 선고 2009누5482 판결
35. 서울고등법원 2010. 10. 27. 선고 2009누33920 판결

##### 대전고등법원
1. 대전고등법원 2003. 02. 07. 선고 2002나2445 판결

##### 서울중앙지방법원
1. 서울중앙지방법원 2006. 1. 31. 선고 2005카합4494 판결
2. 서울중앙지방법원 2007. 01. 23. 선고 2001가합10682 판결
3. 서울중앙지방법원 2009. 06. 11. 선고 2007가합90505 판결

##### 서울지방법원
1. 서울지방법원 1996. 05. 16. 선고 96가합3697 판결

##### 서울행정법원
1. 서울행정법원 2008. 09. 02. 선고 2007구합30710 판결

## 공정거래위원회 심결례
1. 공정거래위원회 1987. 03. 25. 재결 87-1호
2. 공정거래위원회 1987. 03. 25. 의결 제87-1호
3. 공정거래위원회 1992. 01. 15. 제92-1호 의결 9111독759
4. 공정거래위원회 1992. 01. 15. 의결 제92-1호 9111독759
5. 공정거래위원회 1993. 05. 12. 의결 제93-64호 9304조이285
6. 공정거래위원회 1993. 07. 22. 의결 제93-105호 9304특277
7. 공정거래위원회 1994. 10. 05. 의결 제94-307호 9404독점241
8. 공정거래위원회 1995. 06. 05. 의결 제95-99호 9505단체416
9. 공정거래위원회 1996. 08. 21. 의결 제96-193호 9607조일1105
10. 공정거래위원회 1996. 08. 21. 의결 제96-200호 9607조삼1107
11. 공정거래위원회 1996. 09. 25. 의결 제96-137호 9609국일1285
12. 공정거래위원회 1997. 12. 08. 의결 제97-181호 9707경촉1043
13. 공정거래위원회 1998. 05. 28. 의결 제98-100호 9709유거1239
14. 공정거래위원회 1998. 06. 09. 의결 제98-112호 9804독관0559
15. 공정거래위원회 1998. 08. 28. 의결(약) 제98-38호 9805유거0676
16. 공정거래위원회 1998. 10. 22. 의결(약) 제98-67호 9807단체1164
17. 공정거래위원회 1998. 11. 04. 의결 제98-251호 9803독관0299
18. 공정거래위원회 1998. 12. 18. 의결 제98-282호 9811기결1907
19. 공정거래위원회 1999. 01. 06. 의결 제98-10호 9809유거1586
20. 공정거래위원회 1999. 01. 06. 의결 제98-8호 9809유거1584
21. 공정거래위원회 1999. 04. 07. 의결 제99-43호 9901기결0126
22. 공정거래위원회 1999. 09. 03. 의결 제99-130호 9506독점0901
23. 공정거래위원회 1999. 10. 16. 의결 제99-229호 9907전사0992
24. 공정거래위원회 1999. 10. 28. 의결 제99-212호 9908조이1247, 9909조이1275
25. 공정거래위원회 2000. 04. 26. 의결 제2000-70호 2000기결0332
26. 공정거래위원회 2000. 08. 05. 의결 제2000-122호 2000기업0720
27. 공정거래위원회 2000. 10. 12. 의결 제2000-155호 2000단체1235
28. 공정거래위원회 2000. 11. 15. 의결 제2000-163호 2000유거0069
29. 공정거래위원회 2001. 01. 05. 재결 제2001-1호 2000심삼1142
30. 공정거래위원회 2001. 02. 14. 의결 제2001-31호 2001유거0037
31. 공정거래위원회 2001. 03. 28. 의결 제2001-040호 2001독점0280
32. 공정거래위원회 2001. 03. 31. 의결 제2001-043호 2001독점0265
33. 공정거래위원회 2001. 03. 09. 의결 제2001-30호 2000단체1406
34. 공정거래위원회 2001. 04. 12. 의결 제2001-068호 2001경촉0389
35. 공정거래위원회 2001. 09. 10. 의결 제2001-127호 2001독점1507
36. 공정거래위원회 2002. 04. 04. 의결 제2002-077호 2002국협0250
37. 공정거래위원회 2002. 08. 23. 재결 제2002-26호 2002심삼0585
38. 공정거래위원회 2002. 11. 28. 의결 제2002-340호 2002유거1083
39. 공정거래위원회 2003. 01. 28. 의결 제2003-027호 2002기결1295
40. 공정거래위원회 2003. 04. 29. 의결 제2003-098호 2003국협0396
41. 공정거래위원회 2003. 06. 19. 의결 제2003-101호 2003단체0297
42. 공정거래위원회 2003. 09. 04. 의결 제2003-146호 2003기결1176
43. 공정거래위원회 2003. 10. 06. 의결 제2003-155호 2003기업1159
44. 공정거래위원회 2004. 01. 28. 재결 제2004-002호 2003심일2234
45. 공정거래위원회 2004. 02. 02. 의결 제2004-033호 2003공동2167
46. 공정거래위원회 2004. 03. 19. 의결 제2004-126호 2004조일0106
47. 공정거래위원회 2004. 09. 24. 의결 제2004-271호 2004기결1200
48. 공정거래위원회 2006. 01. 24. 의결 제2006-009호 2005기결1494, 2005기결2725
49. 공정거래위원회 2006. 02. 24. 의결 제2006-042호 2002경촉0453, 2005경촉0375
50. 공정거래위원회 2006. 10. 10. 의결 제2006-223호 2006서경0031
51. 공정거래위원회 2006. 11. 14. 의결 제2006-264호 2006결합2164
52. 공정거래위원회 2006. 12. 06. 의결 제2006-385호 2004공동2062, 2092, 2186
53. 공정거래위원회 2007. 05. 18. 의결 제2007-281호 2006독감0746
54. 공정거래위원회 2007. 07. 23. 의결 제2007-368호 2007서총0901, 2007서제0885
55. 공정거래위원회 2007. 12. 18. 의결 제2007-555호 2006서경4846
56. 공정거래위원회 2008. 01. 22. 의결 제2008-19호 2007조사2932
57. 공정거래위원회 2008. 01. 04. 의결 제2008-008호 2004공동1735
58. 공정거래위원회 2008. 06. 10. 의결 제2008-168호 2007제일4258
59. 공정거래위원회 2008. 07. 28. 의결(약) 제2008-334호 2008서경0967
60. 공정거래위원회 2008. 08. 25. 의결(약) 제2008-364호 2008경규1726
61. 공정거래위원회 2008. 08. 27. 의결(약) 제2008-389호 2008서경0664
62. 공정거래위원회 2008. 08. 29. 의결 제2008-381호 2007제일4176
63. 공정거래위원회 2008. 09. 04. 의결(약) 제2008-394호 2008서경0961
64. 공정거래위원회 2008. 10. 27. 의결 제2008-285호 2008지식1978
65. 공정거래위원회 2008. 12. 05. 의결 제2008-316호 2008가유1977
66. 공정거래위원회 2009. 01. 02. 의결 제2009-002호 2008서카2841
67. 공정거래위원회 2009. 02. 03. 의결 제2009-049호 2008지식2535
68. 공정거래위원회 2009. 04. 14. 의결(약) 제2009-111호 2009제카0689
69. 공정거래위원회 2009. 05. 25. 의결 제2009-125호 2009카정0621
70. 공정거래위원회 2009. 07. 13. 의결(약) 제2009-181호 2009서경0170
71. 공정거래위원회 2009. 08. 20. 의결(약) 제2009-203호 2008전사4216
72. 공정거래위원회 2009. 12. 24. 의결 제2009-262호 2006거감0434, 2006거감0691
73. 공정거래위원회 2010. 01. 13. 의결 제2010-007호 2009제감2386
74. 공정거래위원회 2010. 05. 04. 의결 제2010-052호 2010제감0303
75. 공정거래위원회 2010. 08. 09. 의결 제2010-088호 2010안정1410
76. 공정거래위원회 2010. 10. 12. 의결 제2010-117호 2009서총3432
77. 공정거래위원회 2010. 10. 22. 의결 제2010-120호 2009서경3168
78. 공정거래위원회 2010. 11. 24. 의결(약) 제2010-141호 2010서경1967
79. 공정거래위원회 2010. 11. 24. 의결(약) 제2010-142호 2010서경1549
80. 공정거래위원회 2010. 11. 29. 의결 제2010-061호 2009국카3104
81. 공정거래위원회 2011. 02. 23. 의결(약) 제2011-025호 2010광사2371

## 같이 보기
- 독점규제법
- 일본 사적 독점의 금지 및 공정거래의 확보에 관한 법률

## 관련 문헌
- 공정거래위원회, 공정거래 관련 법률 조문별 판례요지집.
- 경제법판례연구회, 『경제법판례연구』 제5권, 법문사, 2008.
- 공정거래위원회, 『공정거래 관련 법률 조문별 판례요지집』, 2011. 5.
- 공정거래위원회, 『대규모내부거래에 대한 이사회의결 및 공시제도 해설』, 2005.
- 권오승, 『경제법』 제5판ㆍ제8판, 법문사, 2006ㆍ2010.
- 권재열, 『경제법』, 법원사, 2006.
- 김두진, 『FTA 당사국의 경쟁법 적용 연구』, 한국법제연구원, 2005.
- 손주찬, 『경제법』, 법경출판사, 1994.
- 신현윤, 『경제법』 제3판, 법문사, 2010.
- 양명조, 『공정거래법 강의』, 법문사, 1996.
- 양명조, 『경제법강의』 제8판, 신조사, 2010.
- 윤보옥, 『미국독점금지법』 (I), 삼지원, 2004.
- 이기수ㆍ유진희, 『경제법』 제5판ㆍ제6판ㆍ제8판, 세창출판사, 2003ㆍ2004ㆍ2009.
- 이남기ㆍ이승우, 『경제법』 제3개정판, 박영사, 2001.
- 이동규, 『독점규제 및 공정거래에 관한 법률 개론』, 행정경영자료사, 1997.
- 이승철, 『공정거래경제학』, 한국경제연구원, 1999.
- 정호열, 『경제법』 제3판, 박영사, 2010.
- 공정거래법 실무연구회, 2011년 3월 시행 에 따른 공정 거래법 관계 법규: 소송 실무 자료, 법률 정보 센타, 2011.  ISBN 8963760480